# Ignacio Gordillo
Ignacio Gordillo Álvarez-Valdés (Madrid, 1950) es un jurista español que actualmente ejerce como abogado especialista en derecho penal y derecho penal económico, así como profesor y director de estudios de grado y postgrado en universidades españolas. Desde 2013 forma parte de la Junta de Gobierno del Ilustre Colegio de Abogados de Madrid. 
Fiscal de la Audiencia Nacional durante 30 años (1980-2010) ha llevado casos sobre el terrorismo de ETA, GRAPO y los GAL, siendo fiscal del caso Amedo y Domínguez y en la reapertura del caso Lasa y Zabala; así como de los secuestros del empresario José María Aldaya y el funcionario de prisiones Ortega Lara, entre otros. También ha investigado grandes escándalos financieros como MACOSA, Argentia Trust y Rumasa, el fraude del IVA, el caso Sogecable, el Banco de los Pirineos, Inverbroker, o el pesquero Alakrana.
Como abogado está encargado de la defensa de múltiples personas encausadas por delitos societarios y económicos, especialmente relacionados con el blanqueo de capitales y asuntos que afectan a la responsabilidad penal de la persona jurídica.
Así mismo, ha formado parte del despacho de abogados Martínez-Echevarría dirigiendo el área de Derecho Penal desde 2010 hasta 2015, fundando posteriormente su propia firma jurídica, habiendo coordinado con el SEPLA la estrategia legal del sindicato en diferentes conflictos.

## Biografía

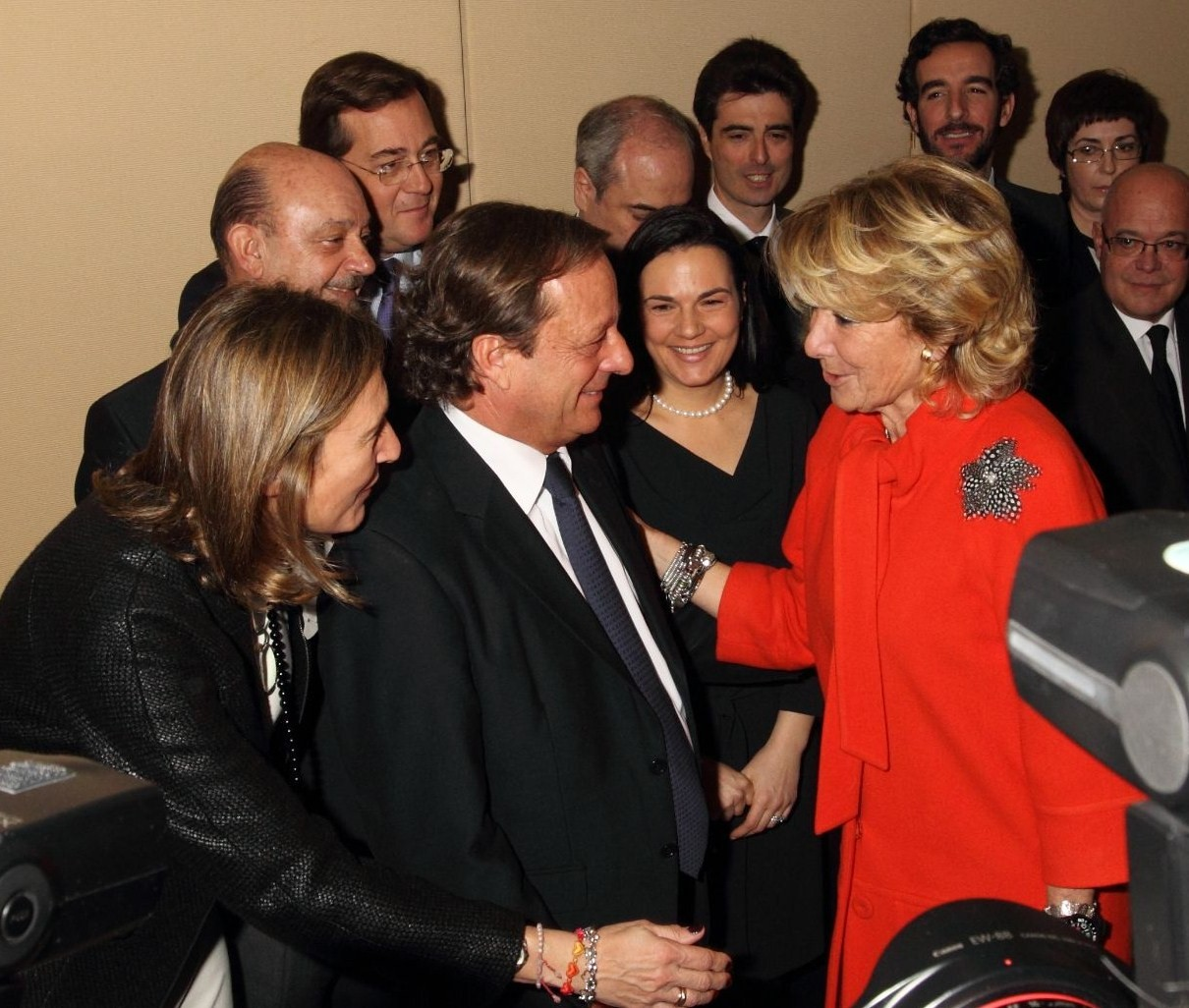
Esperanza Aguirre dialoga con Ignacio Gordillo en la toma de posesión de la nueva Junta de Gobierno del Colegio de Abogados de Madrid que tuvo lugar el 15 de enero de 2013

Nació en Madrid el 25 de noviembre de 1950, es licenciado en Derecho por la Universidad Complutense de Madrid, donde obtuvo el título de doctorado con la tesis La blasfemia y la libertad religiosa obteniendo la calificación de sobresaliente cum laude. En 1976 ingresó en la Escuela Judicial, optando por la Carrera Fiscal. Fue destinado a la Audiencia Provincial de Gerona en 1977 y, posteriormente, a la de Valladolid. En 1980 ingresó en la Audiencia Nacional con el cargo de fiscal donde se encargó de temas como el terrorismo y la delincuencia económica organizada, cargo al que renunció en 2010, para dedicarse entonces a la empresa privada.
Igualmente ha sido profesor asociado de Derecho Penal en la Universidad Nacional de Educación a Distancia, en la Universidad Carlos III de Madrid y en la Universidad Complutense de dicha capital. Ha ejercido también como profesor de Derecho Penal en el Colegio Universitario San Pablo Ceu, hoy Universidad CEU San Pablo, con la categoría de profesor agregado.
En la actualidad participa como director y profesor en diferentes cursos del Centro de Estudios del Colegio de Abogados de Madrid y en el Máster de Periodismo del diario El Mundo; es subdirector del Máster de Acceso a la Profesión de la Abogacía en el IEB Madrid, y director del mismo Master en la Universidad Camilo José Cela y en la Universidad Rey Juan Carlos.
Es autor de múltiples obras relacionadas con el mundo del derecho y participa en diversos seminarios policiales, judiciales y universitarios en España y en el extranjero. Ha dirigido varios cursos de verano en diferentes universidades españolas.
El 27 de octubre de 2011 fueron publicadas sus memorias bajo el título Memorias de un fiscal, escritas por Irene Villa y cuyos beneficios irán destinados íntegramente a la Asociación de Víctimas del Terrorismo.
En el año 2012 comenzó a colaborar con el equipo jurídico del SEPLA, coordinando la estrategia legal del sindicato en lo relativo a la fusión entre Iberia y British Airways, así como otros conflictos.
El 15 de enero de 2013 tomó posesión como Diputado de la nueva Junta de Gobierno del Colegio de Abogados de Madrid, al haber ganado las elecciones celebradas el 18 de diciembre de 2012 la candidatura de la actual Decana Sonia Gumpert Melgosa.
Desde el año 2010 y hasta el 2015 ha dirigido el área de Derecho Penal del despacho de abogados Martínez-Echevarría, siendo abogado de numerosos casos de trascendencia pública y relevancia nacional. Posteriormente fundó su propia firma jurídica especializada en Derecho Penal y en la resolución amistosa de conflictos.
Actualmente también participa como contertulio en diferentes programas de radio y televisión del panorama nacional aportando su visión de la actualidad desde el punto de vista jurídico.